# Kieffer Moore
Kieffer Moore (Torquay, 8 augustus 1992) is een Welsh voetballer die doorgaans als aanvaller speelt. Hij staat sinds de zomer van 2025 onder contract bij het Welshe Wrexham FC. Moore debuteerde in 2019 in het Welsh voetbalelftal.

## Interlandcarrière
Moore werd geboren in Engeland, maar kon door zijn grootvader uit Llanrug (Wales) uitkomen voor het Welsh voetbalelftal. Moore debuteerde op 9 september 2019 voor Wales in een vriendschappelijke interland in Cardiff tegen Wit-Rusland (1–0 winst). Hij mocht in de basis beginnen van bondscoach Ryan Giggs en werd in de 75ste minuut vervangen door Sam Vokes. In zijn tweede interland, op 10 oktober 2019 maakte Moore zijn eerste doelpunt. Het was de 0–1 in een EK-kwalificatieduel in en tegen Slowakije (1–1). In mei 2021 werd Moore geselecteerd door bondscoach Rob Page voor het uitgestelde EK 2020. Hij scoorde in de eerste groepswedstrijd tegen Zwitserland (1–1). Een jaar later nam hij met Wales deel aan het WK 2022.
| Interlands van Kieffer Moore voor Wales | Interlands van Kieffer Moore voor Wales | Interlands van Kieffer Moore voor Wales | Interlands van Kieffer Moore voor Wales | Interlands van Kieffer Moore voor Wales | Interlands van Kieffer Moore voor Wales |
| No.                                     | Datum                                   | Wedstrijd                               | Uitslag                                 | Competitie                              | Goals                                   |
| Als speler van Wigan Athletic FC        | Als speler van Wigan Athletic FC        | Als speler van Wigan Athletic FC        | Als speler van Wigan Athletic FC        | Als speler van Wigan Athletic FC        | 2                                       |
| --------------------------------------- | --------------------------------------- | --------------------------------------- | --------------------------------------- | --------------------------------------- | --------------------------------------- |
| 1                                       | 9 september 2019                        | Wales – Wit-Rusland                     | 1 – 0                                   | Vriendschappelijk                       |                                         |
| 2                                       | 10 oktober 2019                         | Slowakije – Wales                       | 1 – 1                                   | EK 2020 kwalificatie                    | Goal                                    |
| 3                                       | 13 oktober 2019                         | Wales – Kroatië                         | 1 – 1                                   | EK 2020 kwalificatie                    |                                         |
| 4                                       | 16 november 2019                        | Azerbeidzjan – Wales                    | 0 – 2                                   | EK 2020 kwalificatie                    | Goal                                    |
| 5                                       | 19 november 2019                        | Wales – Hongarije                       | 2 – 0                                   | EK 2020 kwalificatie                    |                                         |
| Als speler van Cardiff City FC          | Als speler van Cardiff City FC          | Als speler van Cardiff City FC          | Als speler van Cardiff City FC          | Als speler van Cardiff City FC          | 6                                       |
| 6                                       | 3 september 2020                        | Finland – Wales                         | 0 – 1                                   | Nations League 2020/21                  | Goal                                    |
| 7                                       | 6 september 2020                        | Wales – Bulgarije                       | 1 – 0                                   | Nations League 2020/21                  |                                         |
| 8                                       | 8 oktober 2020                          | Engeland – Wales                        | 3 – 0                                   | Vriendschappelijk                       |                                         |
| 9                                       | 11 oktober 2020                         | Ierland – Wales                         | 0 – 0                                   | Nations League 2020/21                  |                                         |
| 10                                      | 12 november 2020                        | Wales – Verenigde Staten                | 0 – 0                                   | Vriendschappelijk                       |                                         |
| 11                                      | 15 november 2020                        | Wales – Ierland                         | 1 – 0                                   | Nations League 2020/21                  |                                         |
| 12                                      | 18 november 2020                        | Wales – Finland                         | 3 – 1                                   | Nations League 2020/21                  | Goal                                    |
| 13                                      | 24 maart 2021                           | België – Wales                          | 3 – 1                                   | WK 2022 kwalificatie                    |                                         |
| 14                                      | 27 maart 2021                           | Wales – Mexico                          | 1 – 0                                   | WK 2022 kwalificatie                    | Goal                                    |
| 15                                      | 30 maart 2021                           | Wales – Tsjechië                        | 1 – 0                                   | WK 2022 kwalificatie                    |                                         |
| 16                                      | 2 juni 2021                             | Frankrijk – Wales                       | 3 – 0                                   | Vriendschappelijk                       |                                         |
| 17                                      | 5 juni 2021                             | Wales – Albanië                         | 0 – 0                                   | Vriendschappelijk                       |                                         |
| 18                                      | 12 juni 2021                            | Wales – Zwitserland                     | 1 – 1                                   | EK 2020 – Groepsfase                    | Goal                                    |
| 19                                      | 16 juni 2021                            | Turkije – Wales                         | 0 – 2                                   | EK 2020 – Groepsfase                    |                                         |
| 20                                      | 20 juni 2021                            | Italië – Wales                          | 1 – 0                                   | EK 2020 – Groepsfase                    |                                         |
| 21                                      | 26 juni 2021                            | Wales – Denemarken                      | 0 – 4                                   | EK 2020 – Achtste finale                |                                         |
| 22                                      | 8 oktober 2021                          | Tsjechië – Wales                        | 2 – 2                                   | WK 2022 kwalificatie                    |                                         |
| 23                                      | 11 oktober 2021                         | Estland – Wales                         | 0 – 1                                   | WK 2022 kwalificatie                    | Goal                                    |
| 24                                      | 16 november 2021                        | Wales – België                          | 1 – 1                                   | WK 2022 kwalificatie                    | Goal                                    |
| Als speler van AFC Bournemouth          | Als speler van AFC Bournemouth          | Als speler van AFC Bournemouth          | Als speler van AFC Bournemouth          | Als speler van AFC Bournemouth          | 4                                       |
| 25                                      | 1 juni 2022                             | Polen – Wales                           | 2 – 1                                   | Nations League 2022/23                  |                                         |
| 26                                      | 5 juni 2022                             | Wales – Oekraïne                        | 1 – 0                                   | WK 2022 kwalificatie                    |                                         |
| 27                                      | 22 september 2022                       | België – Wales                          | 2 – 1                                   | Nations League 2022/23                  | Goal                                    |
| 28                                      | 25 september 2022                       | Wales – Polen                           | 0 – 1                                   | Nations League 2022/23                  |                                         |
| 29                                      | 21 november 2022                        | Verenigde Staten – Wales                | 1 – 1                                   | WK 2022 – Groepsfase                    |                                         |
| 30                                      | 25 november 2022                        | Wales – Iran                            | 0 – 2                                   | WK 2022 – Groepsfase                    |                                         |
| 31                                      | 29 november 2022                        | Wales – Engeland                        | 0 – 3                                   | WK 2022 – Groepsfase                    |                                         |
| 32                                      | 25 maart 2023                           | Kroatië – Wales                         | 1 – 1                                   | EK 2024 kwalificatie                    |                                         |
| 33                                      | 28 maart 2023                           | Wales – Letland                         | 1 – 0                                   | EK 2024 kwalificatie                    | Goal                                    |
| 34                                      | 16 juni 2023                            | Wales – Armenië                         | 2 – 4                                   | EK 2024 kwalificatie                    | Weggestuurd                             |
| 35                                      | 7 september 2023                        | Wales – Zuid-Korea                      | 0 – 0                                   | Vriendschappelijk                       |                                         |
| 36                                      | 11 oktober 2023                         | Wales – Gibraltar                       | 4 – 0                                   | Vriendschappelijk                       | Goal · Goal                             |
| 37                                      | 15 oktober 2023                         | Wales – Kroatië                         | 2 – 1                                   | EK 2024 kwalificatie                    |                                         |
| 38                                      | 18 november 2023                        | Armenië – Wales                         | 1 – 1                                   | EK 2024 kwalificatie                    |                                         |
| 39                                      | 21 november 2023                        | Wales – Turkije                         | 1 – 1                                   | EK 2024 kwalificatie                    |                                         |
| Als speler van Ipswich Town FC          |                                         |                                         |                                         |                                         |                                         |
| 40                                      | 21 maart 2024                           | Wales – Finland                         | 4 – 1                                   | EK 2024 kwalificatie Play-offs          |                                         |
| 41                                      | 26 maart 2024                           | Wales – Polen                           | 4 – 5 n.s.                              | EK 2024 kwalificatie Play-offs          |                                         |
| Als speler van AFC Bournemouth          |                                         |                                         |                                         |                                         |                                         |
| 42                                      | 6 juni 2024                             | Gibraltar – Wales                       | 0 – 0                                   | Vriendschappelijk                       |                                         |
| 43                                      | 9 juni 2024                             | Slowakije – Wales                       | 4 – 0                                   | Vriendschappelijk                       |                                         |
| Als speler van Sheffield United FC      | Als speler van Sheffield United FC      | Als speler van Sheffield United FC      | Als speler van Sheffield United FC      | Als speler van Sheffield United FC      | 2                                       |
| 44                                      | 6 september 2024                        | Wales – Turkije                         | 0 – 0                                   | Nations League 2024/25                  |                                         |
| 45                                      | 9 september 2024                        | Montenegro – Wales                      | 1 – 2                                   | Nations League 2024/25                  | Goal                                    |
| 46                                      | 11 oktober 2024                         | IJsland – Wales                         | 2 – 2                                   | Nations League 2024/25                  |                                         |
| 47                                      | 14 oktober 2024                         | Wales – Montenegro                      | 1 – 0                                   | Nations League 2024/25                  |                                         |
| 48                                      | 25 maart 2025                           | Noord-Macedonië – Wales                 | 1 – 1                                   | WK 2026 kwalificatie                    |                                         |
| 49                                      | 6 juni 2025                             | Wales – Liechtenstein                   | 3 – 0                                   | WK 2026 kwalificatie                    | Goal                                    |

1 Hennessey ·
2 Gunter ·
3 Williams ·
4 B. Davies ·
5 Lockyer ·
6 Rodon ·
7 Allen ·
8 Wilson ·
9 T. Roberts ·
10 Ramsey ·
11 Bale  ·
12 Ward ·
13 Moore ·
14 C. Roberts ·
15 Ampadu ·
16 Morrell ·
17 Norrington-Davies · 
18 Williams ·
19 Brooks ·
20 James ·
21 A. Davies ·
22 Mepham · 
23 Levitt · 
24 Cabango · 
25 Colwill · 
26 Smith · 
Coach: Page
1 Hennessey ·
2 Gunter ·
3 N. Williams ·
4 B. Davies ·
5 Mepham ·
6 Rodon ·
7 Allen ·
8 Wilson ·
9 Johnson ·
10 Ramsey ·
11 Bale  ·
12 Ward ·
13 Moore ·
14 Roberts ·
15 Ampadu ·
16 Morrell ·
17 Lockyer ·
18 J. Williams ·
19 Harris ·
20 James ·
21 A. Davies ·
22 Thomas ·
23 Levitt ·
24 Cabango ·
25 Colwill ·
26 Smith ·
Coach: Page